# Grevillea pulchella
Grevillea pulchella är en tvåhjärtbladig växtart. Grevillea pulchella ingår i släktet Grevillea och familjen Proteaceae.

## Underarter
Arten delas in i följande underarter:
- G. p. ascendens
- G. p. pulchella